# Аль-Валід I
Аль-Валід I (*668 — 23 лютого 715) — 6-й володар Омеядського халіфату у 705—715 роках.

## Біографія

### Зовнішня політика
Походив з марванської гілки Омеядів. Старший син халіфа Абд аль-Маліка та Валіди бін аль-Аббас з племені Бану-Ханіфа (з Неджду). Народився у 668 році в Медіні. У 704 році разом з братом Сулайманом оголошено спадкоємцем трону.
У 705 році після смерті батька стає новим халіфом. Він відновив політику перших халіфів з розширення держави. При цьому сам аль-Валід I не брав участі у походах, цілком покладався на досвідчених військовиків. Кутайба, ставленик валі (намісника) Іраку ал-Хаджжаджа ібн Юсуфа, постійно з 705 року здійснював походи на східні області. У 705 році він підкорив Багдіс, що межував межував з Хорасаном. У 706 року — Пайкенд (Байкенд), розташований на торговому шляху з китайською династією Тан. У 707 році почалося підкорення Бухарської оази, що завершилося 708 року. Безпосередньо столиця оази — Бухара — скорилася арабам лише в 709 році, після трьох або чотирьох невдалих штурмів.
Починаючи з 711 року, війська Кутайби підпорядкували Сейстан. Водночас протягом 709—712 Мухаммед ібн аль-Касім захопив Мекран, Сінд та південний Пеннджаб (поваливши брамінську династію, де дійшли до річки Інд. В цей час халіф спрямував Кутайбі послання: «Ти амір всього, що захопиш», згодом породило міф про те, що аль-Валід пообіцяв віддати Китай тому військовикові, який перший його захопить. Після придушення всіх повстань в 712 році за підсумками завоювань Кутайба халіфат отримав чотири васальні держави, повністю поглинув ще дві — його площа зросла на 600 км², а число платників податків — на 1 мільйон осіб.
Водночас на заході у 710 році валі Мусою ібн-Нусайром було захоплено Магриб (сучасні Алжир та Марокко). Після цього у 711 році Тарік ібн Зіяд переміг вестготського короля Родеріка й захопив південь Піренейського півострова. Завоювання тривали до 714 року, коли майже весь півострів було підкорено халіфату.
Іншим напрямом — була боротьба з Візантійською імперією, яку аль-Валід бажав підкорити. У 707 році його брат Маслама захопив Антіохію, після чого вдерся до Малої Азії, де у битві при Тіані (Каппадокія) завдав поразки візантійцям. У 708 році було захоплено важливе місто Аморій, до 712 року війська аль-Валіда I захопили Кілікію та Каппадокію. У 712 році підкорено міста Мелітена, Амазія та Містія, а незабаром й Антіохію Пісідійську. Слідом за цим араби вдерлися до Галатії. В результаті цього під владою халіфату опинилися східні та центральні райони Малої Азії. Після цього аль-Валід став готуватися для підкорення Константинополя, наказавши створити потужний флот. У 714 році араби вдерлися одночасно з моря і з суші до Галатії і безперешкодно повернулися з великою здобиччю і багатьма полоненими. Лише смерть зашкодила аль-Валіду розпочати великий похід на Константинополь.

### Внутрішня політика
Головним прагненням халіфа стало розбудова міст халіфату. Перш за все це торкнулося столиці держави — Дамаска. У 705 році завершив будівництво мечеті аль-Акса в Єрусалимі. У 706 році за наказом аль-Валіда почалося спорудження соборної мечеті на центральній площі Дамаска. Воно зажадало мобілізації майстрів з усіх провінцій. Крім співвітчизників, аль-Валід залучив до будівництва й іноземних майстрів — так, з Візантії було виписано майстра мозаїки. Будівництво завершилося в 708 році. Окрім будівництва Великої мечеті Дамаска, аль-Валід наказав перебудову мечеті в містах Таїф і Медіні (Аль-Масджід Аль-Набауї). Також було споруджено фортецю-резиденцію Кусейр-Амра.
Водночас за наказом халіфа стали ремонтувалися старі і прокладатися нові шляхи, зводилися водосховища і сторожові вежі. Це розпорядження стосувалося всіх великих доріг, що прямували на столицю — з Куфи, Басри і Олександрії. Протягом усього володарювання зводилися численні лікарні та медресе. Також він наказав побудувати лепрозорій, мешканці якого забезпечувалися одягом і харчами зі скарбниці. За його наказом всіх паралізованих забезпечували обслугою, а всіх сліпих — поводирями.
Водночас багато зробив задля поширення серед своїх неарабських підданців ісламської віри та арабської мови. За його володарювання арабська остаточно стає державною, а також мовою науковців та богословів.

### Останні роки
У 713 році у аль-Валіда I почалися серйозні проблеми зі здоров'ям. Халіф став турбуватися стосовно передачі влади своєму синові Абдал-Азізу, але його ж брат Сулайман не дав згоди на це. Аль-Валід зажадав від валі принести присягу своєму синові — але ніхто, крім ал-Хаджжаджа і Кутайби, не погодився на це. Після того, як 9 червня 714 року від якоїсь хвороби помер ал-Хаджжаджа, аль-Валід втратив будь-яку надію на проведення свого плану в життя. Помер аль-Валід у 715 році, владу успадкував брат Сулайман.

## Родина
Був одружений з двоюрідною сестрою Умм-Банін, донькою Абд-аль-Азіза ібн Марвана.
Діти:
- Абд аль-Азіз (д/н-728/729), претендент на трон
- Язид (701—744), 12-й халіф
- Ібрагім (д/н—750), 13-й халіф
- аль-Аббас (д/н—750), валі Хомса, військовик